# Juan Rincón
Juan Manuel Rincón (Maracaibo, 23 de enero de 1979) es un lanzador venezolano de béisbol profesional que actualmente es agente libre. Rincón jugó en las Grandes Ligas para los Minnesota Twins entre 2001 y 2008, para los Cleveland Indians en 2008, para los Detroit Tigers en 2009, y para los Colorado Rockies entre 2009 y 2010. También jugó con los York Revolution de la Atlantic Baseball Confederation en 2013. Se desempeña principalmente como lanzador relevista.

## Carrera profesional

### Minnesota Twins
Rincón fue firmado originalmente por los Minnesota Twins como un agente libre amateur en 1996. Trabajó a través del sistema de ligas menores de los Twins, y fue seleccionado para el equipo de estrellas de la Midwest League en 1999, cuando registró marca de 14-8 con 2.92 de efectividad en 28 aperturas con los Quad Cities River Bandits.
Hizo su debut para los Twins en Grandes Ligas el 7 de junio de 2001, frente a los Cleveland Indians, lanzando durante una entrada como relevista en la que no permitió carreras. Pasó ocho temporadas con los Twins, participando en 386 juegos y registrando marca de 30-26, con efectividad de 3.69.
El 2 de mayo de 2005, Rincón se convirtió en el quinto jugador en ser suspendido por uso de sustancias prohibidas para mejorar el rendimiento, bajo la política de sustancias de las Grandes Ligas. La suspensión fue de diez días sin derecho a pago, como contempla la política para una primera ofensa.
El 12 de junio de 2008, los Twins asignaron a Rincón a las ligas menores, pero este rechazó la asignación y se convirtió en agente libre.

### Cleveland Indians
El 24 de junio de 2008, Rincón firmó con los Cleveland Indians como agente libre, y registró marca de 1-1 con 5.60 de efectividad en 23 apariciones con los Indians ese año.

### Detroit Tigers
El 20 de enero de 2009, Rincón fue firmado por los Detroit Tigers a un contrato de liga menor. Logró ganar un puesto en la plantilla luego de los entrenamientos primaverales, pero fue designado para asignación el 13 de mayo para darle un puesto a Dontrelle Willis. Rincón tuvo tres días para aceptar una asignación a los Toledo Mudhens de Clase AAA o convertirse en agente libre. El 17 de mayo rechazó la asignación a Toledo y se convirtió en agente libre. Con los Tiger registró marca de 1-0 con 5.23 de efectividad y en 10 apariciones.

### Colorado Rockies
El 25 de mayo de 2009, Rincón firmó un contrato de liaga menor con los Colorado Rockies. El 1 de mayo de 2010 fue designado para asignación para darle un espacio en la plantilla al lanzador Esmil Rogers. El 3 de mayo fue asignado a los Colorado Spings Sky Sox, filial Triple-A de los Rockies. Se convirtió en agente libre el 15 de octubre, después de rechazar una asignación a las menores.

### Los Angeles Dodgers
El 11 de febrero de 2011, Rincón firmó un contrato de liga menor con Los Angeles Dodgers. Fue liberado al concluir los entrenamientos primaverales, y firmó con los Bridgeport Bluefish de la Atlantic League of Professional Baseball.

### Los Angeles Angels of Anaheim
Rincón firmó un contrato con Los Angeles Angels of Anaheim el 24 de febrero de 2012, el cual no incluyó una invitación a los entrenamientos primaverales.

## Estilo de lanzar
El repertorio de lanzamientos de Rincón incluye una recta a más de 90 millas por hora y un slider a más de 80 millas por hora. En su carrera, los bateadores zurdos le conectan para un promedio de .208, mientras los bateadores derechos le batean para .248 de promedio.

## Vida personal
Estudió en el colegio Instituto Cervantes de Maracaibo, Venezuela, en este colegio fue bautizado por cariño por sus compañeros de estudio como "Vampirin", se le reconoció entre sus amigos por disciplinado en el deporte, jovial y ameno en su trato.